# Rio Mampituba
O rio Mampituba é um curso de água dos estado  de Santa Catarina, e Rio Grande do Sul, no Brasil. Faz parte da divisa entre os dois estados.
Nasce em São Francisco de Paula e desagua no oceano Atlântico.
É um rio que através de seus meandros pode ser apreciado nos passeios de barco, que permitem a visualização dos municípios de Torres (RS) e Passo de Torres (SC), dos manguezais, da vegetação nativa e dos pássaros. 
A foz do rio Mampituba foi protegida do assoreamento pelos molhes, o que facilita a saída dos barcos pesqueiros.
O nome Mampituba vem do tupi-guarani que quer dizer "rio de muitas curvas", ou "pai do frio". Segundo as notas de Saint-Hilaire na "Viagem à Província de Santa Catarina" existem ainda outros significados atribuídos ao nome: "intimidar", "mochila", "lugar onde se juntam muitos morcegos".